# Ținutul Ananiev
Ținutul Ananiev (în rusă Ананьевский уезд) a fost o unitate administrativ-teritorială (uezd) din gubernia Herson a Imperiului Rus, constituită în 1834. Centrul administrativ al ținutului a fost orașul Ananiev. Populația ținutului era de 265.762 locuitori (în 1897).

## Geografie
Ținutul Ananiev ocupa o suprafață de 8.475 km² (9.041 de verste). În nord și nord-est se mărginea cu ținutul Balta din gubernia Podolia, la est avea hotar cu ținutul Elisavetgrad, la sud se învecina cu ținutul Odesa, iar în sud-vest cu ținutul Tiraspol.

## Populație
La recensământul populației din 1897, populația ținutului Ananiev era de 265.762 de locuitori, dintre care:
| Grup etnic           | Populație | % Procentaj |
| -------------------- | --------- | ----------- |
| Maloruși (ucraineni) | 164.887   | 62,0%       |
| Moldoveni [români]   | 35.833    | 13,5%       |
| Velicoruși (ruși)    | 29.160    | 11,0%       |
| Evrei                | 22.129    | 8,3%        |
| Germani              | 10.177    | 3,8%        |
| alții                | 3.576     |             |

## Diviziuni administrative

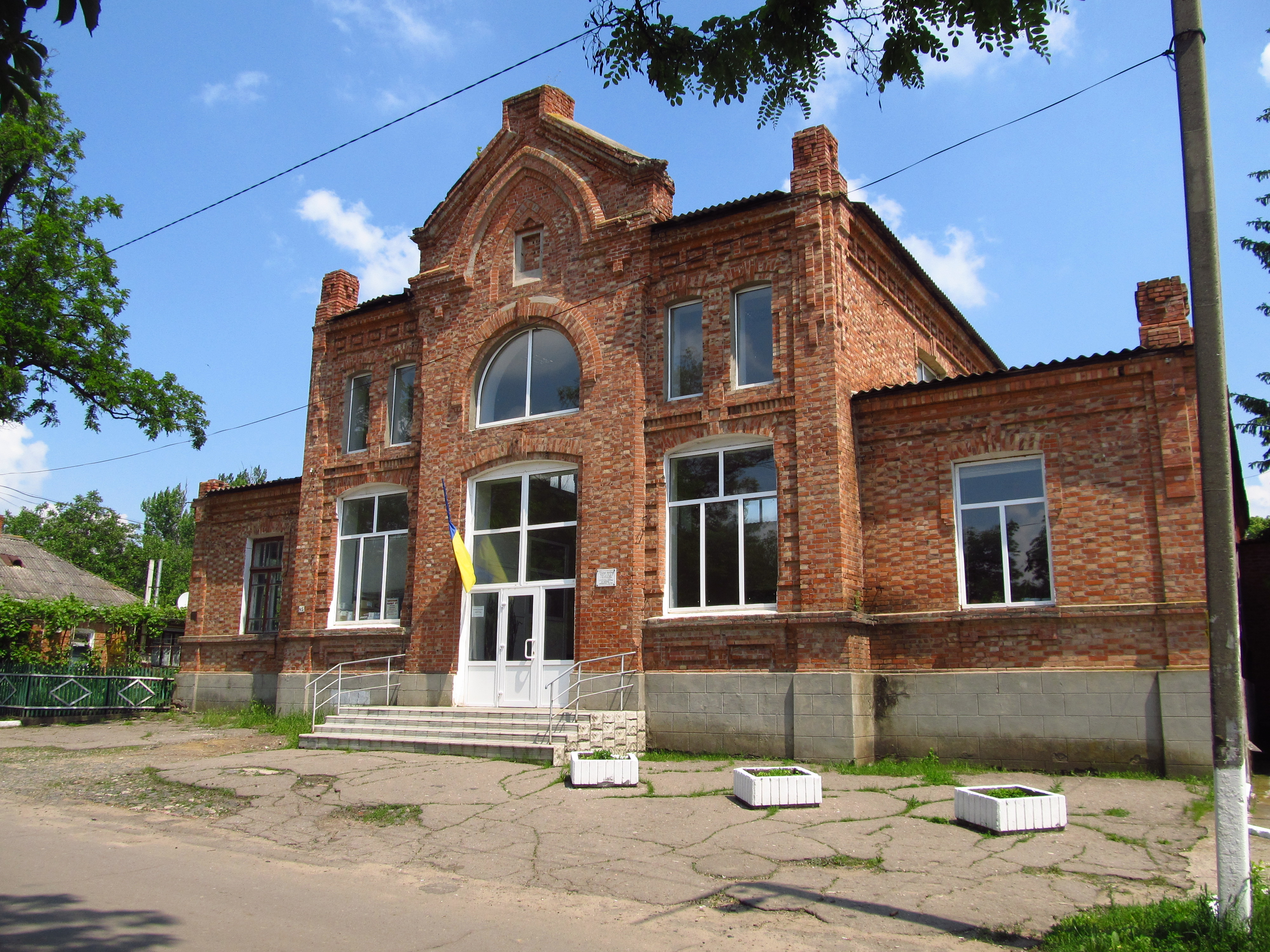
Clădirea fostului spital de zemstvă din Ananiev.

În anul 1889, Ținutul Ananiev cuprindea 30 de voloste (ocoale):
| - Volostul Aleksandrovsk - Volostul Bokovoe — (centru administrativ) satul Bokovoe - Volostul Handrabura — satul Handrabura - Volostul Gvozdovka — satul Gvozdovka - Volostul Golovlevsk - Volostul Zavadovsk - Volostul Isaevsk - Volostul Kameno-mostsk - Volostul Kantakuzovka – satul Kantakuzovka (actualmente Prîbujanî) - Volostul Kondratovsk - Volostul Kossov - Volostul Kohanovskoe - Volostul Liubașevsk — satul Liubașevsk - Volostul Marianovsk - Volostul Mihailovsk | - Volostul Mostovskoe - Volostul Nikolaev 1 - Volostul Nikolaev 2 - Volostul Novo-Pavlovsk - Volostul Pasițelsk - Volostul Petrovskoe - Volostul Pokrovskoe - Volostul Raștad (Raschtad) - Volostul Romankovo-balkovsk - Volostul Șimkovsk – satul Șimkovsk - Volostul Stavrov - Volostul Stepanovsk – orașul Stepanovsk (actualmente Șîreaieve) - Volostul Sviato-Troițk – satul Sviato-Troițk (actualmente Troiițke) - Volostul Valea Hoțului, Ananiev — satul Valea Hoțului - Volostul Vradievka — orașul Vradievka |

## Legături externe
- ru  Informații despre ținut pe rodovoyegnezdo.ru
- ru  На сайте Ананьев-инфо: 100 лет назад. Документы и фото Arhivat în 14 iunie 2012, la Wayback Machine.